# Premi Hugo al millor relat
El Premi Hugo al millor relat (Hugo Award for Best Novelette) és un dels Premis Hugo atorgat cada any a relats de ciència-ficció o fantasia publicats en anglès o traduïdes l'any anterior. Aquest premi és per a escrits d'entre 7.500 i 17.500 paraules, d'altres premis Hugo s'atorguen a novel·les, novel·les curtes i relats curts.
Aquest premi s'ha atorgat anualment des del 1955 fins al 1959, del 1967 fins al 1969 i des del 1973 fins a l'actualitat per la World Science Fiction Society. A més d'aquests premis, i a partir del 1996 s'han atorgat els premis Restrospective Hugo (Hugo retrospectiu) pels anteriors 50, 75 o 100 anys anteriors. Fins al 2018, s'han atorgat premis retrospectius pels anys 1939, 1941, 1943, 1946, 1951 i 1954.
Els nomenats i premiats son escollits pels membres de la convenció anual Worldcon. La forma de votació és en forma de segona volta continua amb sis nomenats. Els relats nomenats són les sis més votades durant l'any pels membres sense cap límit en el nombre de nomenats. Les votacions es fan de gener a març, i les votacions als sis relats candidats es fa aproximadament d'abril fins a juliol, depenent de quan se celebra la convenció, que acostuma a ser al setembre i a un lloc diferent del món cada any.
Durant els 59 anys de premi, s'han nomenat 187 autors, 44 han guanyat, incloent-hi empats, coautors i "retro hugos". Poul Anderson and Harlan Ellison son els dos autors que més premis a l'Hugo al millor relat han rebut, amb 3 premis. Vuit autors l'han guanyat dos cops. Mike Resnick és qui te més nominacions amb 8, Ursula K. Le Guin i Greg Egan ho han estat 7 cops. Quinze autors han estat nomenats almenys 4 cops, i Egan és qui te més nominacions sense haver guanyat mai.

## Guanyadors
Informació actualitzada per un bot. Els canvis manuals es perdran quan s'actualitzi!
| Guanyador              | Any  | Obra                                          |
| ---------------------- | ---- | --------------------------------------------- |
| Ted Chiang             | 2008 | The Merchant and the Alchemist's Gate         |
| Isaac Asimov           | 1977 | L'Home Bicentenari                            |
| James Patrick Kelly    | 1996 | Think Like a Dinosaur                         |
| Peter S. Beagle        | 2006 | Two Hearts                                    |
| Jack Vance             | 1967 | The Last Castle                               |
| Fritz Leiber           | 1968 | The Big Time                                  |
| James Patrick Kelly    | 2000 | 10¹⁶ to 1                                     |
| Bruce Sterling         | 1997 | Bicycle Repairman                             |
| Ursula K. Le Guin      | 1988 | Buffalo Gals, Won't You Come Out Tonight      |
| Murray Leinster        | 1956 | Exploration Team                              |
| Connie Willis          | 1983 | Fire Watch                                    |
| Charles Sheffield      | 1994 | Georgia on My Mind                            |
| Isaac Asimov           | 1992 | Gold                                          |
| Ted Chiang             | 2002 | Hell Is the Absence of God                    |
| George R. R. Martin    | 1980 | Sandkings                                     |
| Michael Swanwick       | 2004 | Legions in Time                               |
| Roger Zelazny          | 1987 | Permafrost                                    |
| George Alec Effinger   | 1989 | Schrödinger's Kitten                          |
| Elizabeth Bear         | 2009 | Shoggoths in Bloom                            |
| Charlie Jane Anders    | 2012 | Six Months, Three Days                        |
| Michael Swanwick       | 2003 | Slow Life                                     |
| Bruce Sterling         | 1999 | Taklamakan                                    |
| Clifford D. Simak      | 1959 | The Big Front Yard                            |
| Larry Niven            | 1976 | The Borderland of Sol                         |
| Gordon R. Dickson      | 1981 | The Cloak and the Staff                       |
| Walter M. Miller       | 1955 | The Darfsteller                               |
| Harlan Ellison         | 1974 | The Deathbird                                 |
| Kelly Link             | 2005 | The Faery Handbag                             |
| Harlan Ellison         | 1975 | Latitude 38° 54′ N                            |
| Poul Anderson          | 1973 | Goat Song                                     |
| Fritz Leiber           | 1968 | Gonna Roll the Bones                          |
| David Gerrold          | 1995 | The Martian Child                             |
| Pat Cadigan            | 2013 | The Girl-Thing Who Went Out for Sushi         |
| Poul Anderson          | 1969 | The Sharing of Flesh                          |
| Robert Silverberg      | 1990 | Enter a Soldier. Later: Enter Another         |
| Octavia E. Butler      | 1985 | Bloodchild                                    |
| Joan D. Vinge          | 1978 | Eyes of Amber                                 |
| Poul Anderson          | 1979 | Hunter's Moon                                 |
| Hao Jingfang           | 2016 | Folding Beijing                               |
| Mary Robinette Kowal   | 2014 | The Lady Astronaut of Mars                    |
| Peter Watts            | 2010 | The Island                                    |
| Allen Steele           | 2011 | The Emperor of Mars                           |
| Thomas Olde Heuvelt    | 2015 | The Day The World Turned Upside Down          |
| Ian McDonald           | 2007 | The Djinn's Wife                              |
| Kristine Kathryn Rusch | 2001 | Millennium Babies                             |
| Roger Zelazny          | 1982 | Unicorn Variation                             |
| Harlan Ellison         | 1986 | Paladin of the Lost Hour                      |
| Mike Resnick           | 1991 | The Manamouki                                 |
| Janet Kagan            | 1993 | The Nutcracker Coup                           |
| Bill Johnson           | 1998 | We Will Drink a Fish Together…                |
| Ursula Vernon          | 2017 | The Tomato Thief                              |
| Greg Bear              | 1984 | Blood Music                                   |
| Suzanne Palmer         | 2018 | The Secret Life of Bots                       |
| Zen Cho                | 2019 | If at First You Don't Succeed, Try, Try Again |
| N. K. Jemisin          | 2020 | Emergency Skin                                |
| Sarah Pinsker          | 2021 | Two Truths and a Lie                          |
| Suzanne Palmer         | 2022 | Bots of the Lost Ark                          |
| Naomi Kritzer          | 2024 | The Year Without Sunshine                     |
| Hai Ya                 | 2023 | The Space-Time Painter                        |
| Naomi Kritzer          | 2025 | The Four Sisters Overlooking the Sea          |